# Steccherinum peruvianum
Steccherinum peruvianum är en svampart som beskrevs av Maas Geest. 1978. Steccherinum peruvianum ingår i släktet Steccherinum och familjen Meruliaceae.   Inga underarter finns listade i Catalogue of Life.